# Euclasta defamatalis
Euclasta defamatalis là một loài bướm đêm trong họ Crambidae.